# 鄧武高
鄧武高（越南语：／），阮朝舉人。

## 生平
鄧武高爲南定省膠水縣行善社人，是舉人鄧武植的姪子。
維新九年（1915年），鄧武高以秀才身份參加鄉試，在河南場考中乙卯科舉人。
1919年，參加了阮朝最後一場會試。